# Bárdudvarnok
Bárdudvarnok is een plaats (község) en gemeente in het Hongaarse comitaat Somogy. Bárdudvarnok telt 1209 inwoners (2001).